# درميشان (فين)
درمیشان (بالفارسية: درمیشان) هي قرية تقع في إيران في قسم فين الريفي.